# Тасуа и Ашура в Иране

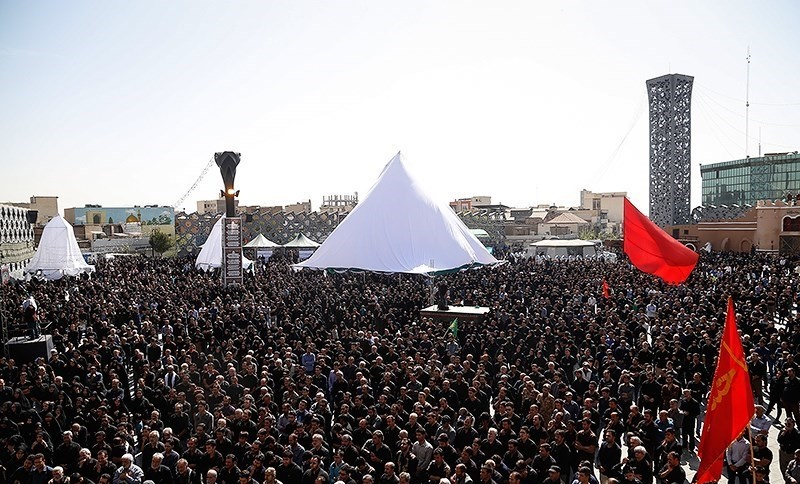
Ашура. Площадь имама Хусейна. Тегеран, 2016 г.

Ашура (араб.  عاشوراء‎) и Тасуа (араб.  تاسوعاء‎) в исламе — особо почитаемые дни в месяце Мухаррам. Тасуа проходит в 9-й день месяца: в 61 году лунной хиджры этот день стал  последним перед мученической гибелью имама Хусейна и его 72 сподвижников. Ашура проходит в 10-й день месяца, для шиитов этот день известен как «день траура».

## Этимология названий
Тасуа дословно переводится с арабского языка как «девятый», Ашура в семитских языках обозначает «десятый». Таким образом, оба названия относятся к конкретным числам месяца Мухаррам.

## Тасуа

### История
В 9-й день Мухаррама в 61 году лунной хиджры произошли следующие события:

#### Вхождение Шемра в Кербелу
В сопровождении четырёхтысячной армии Шимр прибыл в Кербелу. Он привёз письмо Убайдуллаха ибн Зияда, адресованное Умару ибн Са’ду, и сказал, что если Хусейн не даст ему байа (араб.  بيعة‎ — присяга, клятва верности), он начнёт сражение.

#### Подготовка к войне
Умар ибн Са’д приказал своей армии атаковать лагерь Хусейна. Когда Хусейн понял намерение тирана, он попросил своего брата пойти к нему в лагерь и расспросить о его плане. Аббас ибн Али, Зухайр ибн Кайн, Хабиб ибн Мадхахир и некоторые другие отправились в лагерь противника. Им ответили, что Умар ибн Са’д даёт выбор — или Хусейн даёт ему байа, или начинается война. После сообщения Аббаса Хусейн сказал: «Вернитесь к ним и попросите их дать нам ночь, чтобы мы подготовились к завтрашней битве. Мы будем молиться нашему Господу, умолять Его и просить Его прощения, ибо Он знает, как я люблю Его, и как я люблю Его Коран». Аббас вернулся в лагерь противника и сообщил о решении Хусейна. Умар ибн Са’д согласился отложить войну до следующего дня.

#### Осада
Умар ибн Са’д не сдержал свое обещание, и начал осаду в день Тасуа. Имам Хусейн и его спутники были осаждены со всех сторон армией противника. Убайдуллах ибн Зияд и Умар ибн Са’д были в большинстве, уже уверенные в своей победе — они знали, что у Хусейна поблизости не было союзников.

## Ашура

### История

#### Битва при Кербеле
Бой завершился ожидаемым поражением Хусейна: менее чем сотне его сторонников противостояла целая армия Язида I, насчитывавшая 4 тысяч человек. Всего были убиты 72 человека, в том числе полугодовалый правнук Али ибн Абу Талиба Али Асгар. Многие из убитых были членами семьи Пророка Мухаммада. Хусейну отрубили голову и отправили вначале к Убайдуллаху ибн Зияду, а затем в Дамаск к халифу Язиду.

## Траурные обряды
Религиозное большинство Ирана — мусульмане-шииты — в дни Мухаррама (особенно в день Тасуа) проводят особые религиозные ритуалы: посещают мечети и два главных культовых места в Иране: мавзолей имама Резы в Мешхеде, и мавзолей Фатимы Масуме в священном городе Куме, а также мавзолей Лидера Исламской революции Рухоллы Хомейни. В Иране во дворах мечетей, медресе, а также в специально построенных к Мухарраму помещениях (такия, хусейния) устраиваются собрания с чтением повествований о страданиях имама Хусейна, его близких и соратников. На улицах организуются процессии-представления, во время которых некоторые участники шествий наносят символические удары цепями и кинжалами, бьют себя кулаками в грудь. Во время траурных мистерий шииты воспроизводя сцены (шабих) борьбы и гибели имама Хусейна и его приверженцев (тазия, тазия-и шабих). Непременными атрибутами этих представлений являются пустые кувшины и меха для воды, символизирующие страдания от жажды, светящийся тенур (печь), куда по преданию, была спрятана голова Хусейна, саваны и куски чёрной траурной ткани, кинжалы, топоры, камни, цепи и стрелы.

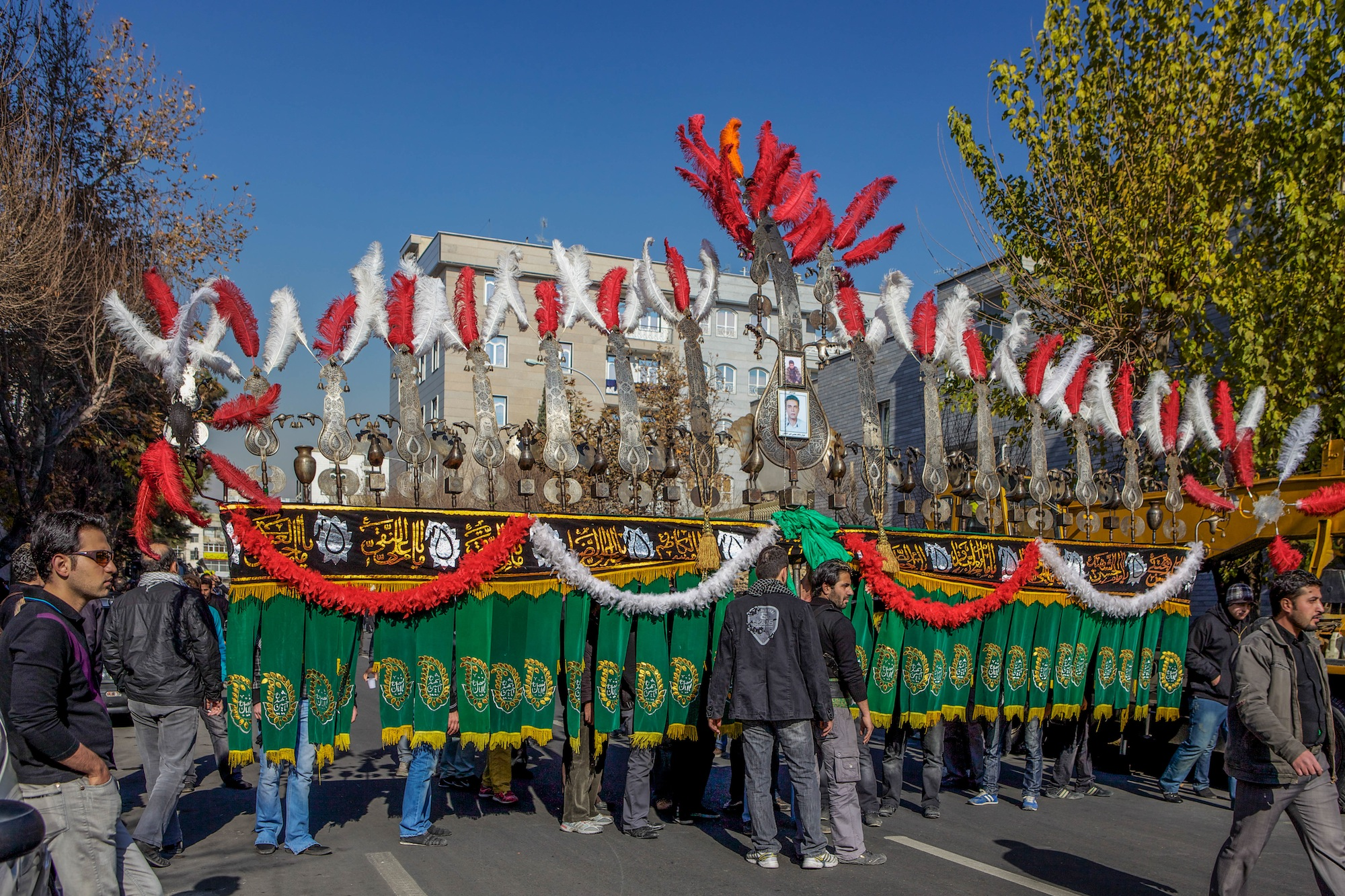
Ашура. Шествие в Тегеране, 2010 год

Широко проводятся выступления ораторов, которые рассказывают о личности и героических поступках Абульфазла Аббаса, который, проявив чудеса героизма, пожертвовал своей жизнью, пытаясь защитить имама Хусейна. Часто проводятся костюмированные театральные постановки по мотивам жизни имама Хусейна, в которых участвуют как профессиональные актёры, так и люди «с улицы». Обряды Мухаррама представляют собой нескончаемую и непоколебимую позицию истины против лживости и борьбы человечества против тирании — причины, по которым имам Хусейн пожертвовал своей жизнью. В месяц мухаррам готовят и жертвенную еду, которую затем раздают людям. Наиболее популярные блюда - кейме (смесь мяса с картофелем и рисом), а также плов из чечевицы.